# القاسم الرسي
الإمام القاسم الرسي بن إبراهيم طباطبا بن إسماعيل الهاشمي القرشي الشهير "بالرسي"، (169 هـ-246 هـ)، أحد أعيان بني هاشم من قبيلة قريش، وأحد الأئمة المجتهدين المجاهدين، كان من أفضل أهل زمانه علماً وعملاً ولورعه وتقاه لقبوه بترجمان الدين، وأمضى حياته يجاهد ويدعو إلى الإصلاح والأمر بالمعروف والنهي عن المنكر ويقاوم الظلم والطغيان، فطارده الحكام والولاة عاش حياته في خلافتي الخليفتين العباسيين المأمون والمعتصم متخفيا ومشرداً في البلاد. ثار على الخليفة العباسي المأمون مع أهل الكوفة في جمادى الأول سنة 199هـ/814م، ويروى أنه تمت له البيعة بخلافة المعتصم في سنة 220هـ/835م في منزل محمد بن منصور المرادي المذحجي بالكوفة.

## مولده
ولد في جبل الرَّس في المدينة المنورة (60 كلم جنوب غرب المدينة) سنة 169 هـ / 785م). نشأ بالمدينة المنورة، وسكنه بجبال “قدس” بأطرافها، وهو شقيق الإمام الثائر محمد بن إبراهيم بن إسماعيل الشهير بابن طباطبا، الذي خرج ثائرا بالكوفة على عهد الخليفة العباسي المأمون، فلقد بايعه على الثورة خلفه، أهل الكوفة في جمادى الأول سنة 199هـ / 814م.

## نسبه وعائلته
- هو (أبو محمد): القاسم بن إبراهيم بن إسماعيل بن إبراهيم بن الحسن بن الحسن بن علي بن أبي طالب بن عبد المطلب بن هاشم بن عبد مناف بن قصي بن كلاب بن مرة بن كعب بن لؤي بن غالب بن فهر بن مالك بن قريش بن كنانة بن خزيمة بن مدركة بن إلياس بن مضر بن نزار بن معد بن عدنان.
- أمه هي: هند بنت عبد الملك بن سهل بن مسلم بن عبد الرحمن بن عمرو بن سهيل بن عمرو بن عبد شمس بن عبد ود بن نصر بن مالك بن حسل بن عامر بن لؤي بن غالب بن فهر بن مالك بن قريش بن كنانة بن خزيمة بن مدركة بن إلياس بن مضر بن نزار بن معد بن عدنان.

### زوجاته
1. السيدة فاطمة بنت عبد الله بن الحسن بن إبراهيم بن عبد الله بن الحسن المثنى بن الحسن المثنى بن الحسن بن علي بن أبي طالب، وهي أم الحسين ويحيى ابني القاسم الرسي.
2. أم ولد مغربية تدعى مؤنسة، وهي أم إسماعيل بن القاسم الرسي.

### أولاده
1. الحسين أبو عبد الله
2. محمد أبو عبد الله
3. الحسن أبو محمد
4. إسماعيل أبو محمد
5. سليمان أبو القاسم
6. موسى بن القاسم الرسي
7. يحيى بن القاسم الرسي[2]

## مصنفاته
تنسب إليه عدد من المصنفات منها:
1. “الرد على ابن المقفع”
2. ”الرد على الرافضة”
3. ”الرد على الروافض من أصحاب الغلو”
4. ”الكامل المنير في الرد على الخوارج”
5. ”الرد على النصارى”
6. ”المسترشد”
7. ”الرد على المجبرة”
8. ”تأويل العرش والكرسي”
9. ”المسألة”
10. ”الفرائض والسنن”
11. ”كتاب الطهارة”
12. ”صلاة اليوم والليلة”
13. ”مسائل علي بن جهشيار”
14. ”الناسخ والمنسوخ”
15. ”سياسة النفس” و”الإمامة”
16. ”تثبيت الإمامة”
17. ”الاحتجاج في الإمام”
18. ”الهجرة للظالمين”
19. ”القتل والقتال”

## وفاته
عاد إلى الرَّس في المدينة في آخر أيامه، وبنى هناك لنفسه ولولده، وتوفي بها سنة 246 هـ وله سبع وسبعون سنة، ودفن فيها، ومشهده ومسجده معروف وموجود في منطقه الدور التابعه لمنطقه حزرة.